# Юсуф, Мурат
Мурат Юсуф (крымскотат. Murat Iusuf; род. 18 августа 1977, Поарта-Албэ, Румыния) — румынский мусульманский священнослужитель, в настоящее время муфтий мусульманской общины Румынии.

## Биография
Родился 18 августа 1977 года в городе Меджидия (жудец Констанца).
Своё обучение начал в школе в Румынии, но для изучения исламского богословия продолжил образование в Турции, начав его в 1991 году. Учился в теологической школе Эдирне с 1991 по 1994 год, затем посещал занятия TÖMER для совершенствования своего турецкого языка (1994–1995), а в 1995 году был принят на факультет исламского богословия 19 мая в Самсуне, который окончил в 2000 году.
С 2001 по 2003 год проходил продвинутые магистерские курсы по пастырской миссии на факультете православного богословия Университета Валахии в Тырговиште, получив степень магистра с диссертацией под названием «Юридический исламский и христианский этос в Добрудже». С 2004 года является докторантом по каноническому праву на факультете православного богословия Университета Овидия в Констанце под научным руководством доктора наук Николае Дура с темой его докторской диссертации «Права человека в соответствии с исламским правом и каноническим правом».
В 2000 году стал преподавателем исламской религии в школе «Константин Брынкуш» в Меджидии, затем преподавал в лицее Мирча чел Бэтрын, лицее Траяна и лицее Овидия в Констанце. С 2000 по 2001 год был консультантом-специалистом по переводу книги Dervis Dede'nin Dilinden Iman Esaslari. В 2000 году стал религиозным советником в муфтияте мусульманской общины Румынии, занимая эту должность до избрания на свою нынешнюю должность. В 2001 году стал членом национальной комиссии, ответственной за публикацию учебных программ для курсов теологии.
Проводил конференции по следующим темам: «Ислам и наука», «Толерантность в исламе», «Необходимость религии в обществе», «Религия и демократия», «Мусульмане в Румынии: прошлое, настоящее и будущее». Публиковал статьи в местной турецкой газете Günisigi Gazetesi и в ежемесячном турецком журнале Kardeler. Владеет румынским, турецким, арабским и английским языками.
Был избран муфтием 1 октября 2005 года. После своего избрания объявил о широкомасштабных планах по возрождению исламской жизни, особенно в области имиджа ислама, поскольку, как он отметил, мусульмане воспринимаются как экстремисты после ряда террористических атак. Заявлял, что хотел бы выделить Добруджу как область, где христиане и мусульмане веками жили в гармонии и взаимном уважении.
В то же время раскрывал свои планы по внесению некоторых изменений в работу муфтията, призвав к тому, чтобы все основные решения принимались только после консультаций с Синодальным советом, состоящим из имамов, представителей турецких и татарских политических партий, а также других важных румынских мусульманских деятелей. Эти предложения отражают практику в других государствах-членах ЕС, но не противоречат исламскому праву или традиции. Юсуф сказал: «Мы не хотим вносить никаких изменений в мусульманскую веру, как она практикуется в Румынии».
В интервью 2006 года Юсуф прокомментировал следующие слова: «Ислам не является фундаменталистской религией; в его стихах нет никакого терроризма. В настоящее время существует очень ошибочное толкование, согласно которому любой мусульманин является террористом. Здесь, в Румынии, коренные турки и татары живут уже более семи столетий и выработали свой образ жизни, поэтому нельзя сказать, что мы террористы».
В апреле 2007 года Мурат Юсуф вызвал споры, попросив Министерство образования не признавать дипломы об окончании обучения ряда румынских мусульман, которые получили теологическое образование в определенных учреждениях (расположенных в Саудовской Аравии, Сирии, Судане, Иордании и Египте). Эту меру оправдывал тем, что, по его мнению, молодые люди изучали «опасную радикальную форму ислама», утверждая, что они работали «в определенных фондах, которым помогали арабские посольства, и которые были включены в список организаций, подозреваемых в распространении террористической пропаганды, под наблюдением румынских спецслужб».

## Личная жизнь
Женат. Имеет сына и дочь.